# Parafia Opatrzności Bożej w Warszawie (Wesoła)
Parafia Opatrzności Bożej w Warszawie – parafia rzymskokatolicka należąca do dekanatu rembertowskiego, diecezji warszawsko-praskiej, metropolii warszawskiej Kościoła katolickiego, w Warszawie (osiedle Wesoła).

## Historia
Parafia została erygowana 27 czerwca 1950 przez kard. Stefana Wyszyńskiego. Do końca sierpnia 2011 roku obsługiwana przez księży diecezji warszawsko-praskiej. Od 1 września 2011 roku parafię prowadzą ojcowie z Instytutu Kleryckiego Chemin Neuf.
Kościół parafialny pod wezwaniem Opatrzności Bożej został wybudowany w latach 1934−1939 w stylu neoromańskim.
Przy kościele znajduje się cmentarz parafialny.